# Leucosyrinx barashi
Leucosyrinx barashi é uma espécie de gastrópode do gênero Leucosyrinx, pertencente a família Pseudomelatomidae.